# Abbaye Saint-Guy de Freising
 (avril 2024).
Si vous disposez d'ouvrages ou d'articles de référence ou si vous connaissez des sites web de qualité traitant du thème abordé ici, merci de compléter l'article en donnant les références utiles à sa vérifiabilité et en les liant à la section « Notes et références ».
L’abbaye Saint-Guy de Freising est une ancienne abbaye bénédictine à Freising, dans le Land de Bavière.

## Histoire
En 724, Corbinien, fondateur du diocèse de Freising, construit sa première cellule monastique sur une colline (aujourd'hui Lindenkeller) à l'est du Weihenstephan, entre l'abbaye de Weihenstephan et le Domberg.
Vers 833, un monastère bénédictin dédié à Guy est fondé ici par l'évêque Hitto de Freising (de).
Vers 1020, l'évêque de Freising Egilbert (de) transforme l'abbaye orpheline en une collégiale de chanoines laïcs avec des chanoines de l'abbaye de Weihenstephan. Jusqu'à la sécularisation, Saint-Guy est l'une des trois paroisses de Freising (l'église se situe en dehors de la ville, à l'ouest de la porte Saint-Guy), aux côtés de l'église Saint-André (de) sur le Domberg et de Saint-Georges au milieu de la ville.
L'église collégiale Saint-Guy est une église romane à trois nefs, transformée au XVIIe siècle dans un style baroque, avec un maître-autel avec un tableau de Johann Baptist Deyrer (de) (disparu) en 1765.
Le doyen Michael Grasser représente tous les monastères collégiaux bavarois au synode provincial de Salzbourg en 1564. Le compositeur et chef d'orchestre de la cour de Freising, Placidus von Camerloher (de), devient également chanoine de Saint-Guy en 1748.
Au cours de la sécularisation en Bavière, Saint-Guy est également dissoute en 1802. L'église et les trois chapelles sont fermées, tous les bâtiments sont démolis en 1803 et la paroisse est incorporée à la paroisse Saint-Georges.
En 1825, l'auberge Lindenkeller, qui existe encore aujourd'hui, est construite à sa place. À l'ouest, à côté du sentier menant à Weihenstephan, se trouve une autre borne historique.

## Liste des prévôts
- Arnold, 1062, 1092
- Heinrich, 1129
- Burchard, 1143
- Hartmod, 1156
- Rahewin, 1158, 1169
- Conrad Felixpuer, 1177, 1198
- Eberhard, 1207
- Heinrich, 1212, 1217
- Ortwin, 1217, 1225
- Udalschalk von Greifenberg, 1228, 1237
- Peter, 1245, 1256
- Heinrich von Hundpiß, 1259, 1276
- Eberhard Koellner, 1276, 1296
- Heinrich Freiherr von Weilheim, 1300, 1313
- Conrad von Tor, 1315
- Eberhard von Pullenhausen, 1315, 1320
- Conrad von Tor (2. Amtszeit), 1324, † 1338
- Ulrich von Massenhausen, 1339, 1352
- Albert von Sigenheim, † 1352
- Ludwig von Pienzenau, 1353, † 1361
- Albert von Sichenhausen, 1365
- Peter von Fraunberg, 1379, 1380
- Georg von Fraunberg, 1380
- Nicolaus Menzinger, 1381, † 1400
- Heinrich Judmann, 1400, † 1426
- Johann Tulbeck, 1428–1453
- Burkard von Freyberg, 1453–1479
- Heinrich von Schmiechen, 1480–1483
- Marcus Hörnlein, 1483–1491
- Andreas Zirnberger, 1491–1507
- Vitus Meller, 1508–1517
- Jakob Meller, 1517–1536
- Leo Loesch, 1538–1552
- Georg Stengel, 1552
- Hieronymus Busilidius, démission en 1558
- Cardinal Othon Truchsess de Waldbourg, 1558–1568
- Cornelius Honlang von Rosental, 1568–1571
- Christian Keller, 1571–1607
- Christoph von Rehlingen, 1607–1632
- Johann Georg von Rehlingen, 1632–1665
- Paris Julius von Salm, 1665–1678
- Andreas Lenzer, 1679–1698
- Max von Freyberg, 1699–1733
- Josef Alois Freiherr von Edelweck, 1737–1770
- Josef D. Graf von Taufkirchen, 1770
- Franz Korbinian Graf von Koenigsfeld, 1770–1772
- Anton Ernst von Breuner, 1772–1779
- Josef Carl Graf von Lerchenfeld, 1779–1802